# 알아흘리 경기장 (바레인)
알아흘리 경기장(아랍어: ملعب الأهلي, 영어: Al Ahli Stadium)은 바레인 마나마에 있는 다목적 경기장이다. 현재 축구 경기에 주로 사용되며 알아흘리의 홈구장이다. 경기장은 10,000명까지 수용할 수 있다. 때때로 콘서트가 개최된다.